# Di-Glauber
Di-Glauber (ou Di Cavalcanti) é um documentário de curta-metragem brasileiro de 1977, dirigido por Glauber Rocha, em homenagem ao pintor Di Cavalcanti, falecido no ano anterior.
Em novembro de 2015, o filme entrou na lista feita pela Associação Brasileira de Críticos de Cinema (Abraccine) dos 100 melhores filmes brasileiros de todos os tempos.

## Sinopse
Após ouvir no rádio uma notícia sobre a morte de Di Cavalcanti, o cineasta Glauber Rocha reuniu uma pequena equipe de filmagem para registrar o velório e o enterro do pintor, realizados respectivamente no saguão do Museu de Arte Moderna e cemitério São João Batista, ambos no Rio de Janeiro.

## Repercussão
O filme foi exibido pela primeira vez em 11 de março de 1977, durante uma sessão da Cinemateca do MAM, Rio de Janeiro, juntamente com o longa-metragem “Cabeças cortadas”, também de Glauber. Logo após essa primeira sessão, a filha adotiva do pintor, Elizabeth Di Cavalcanti, entrou na Justiça para proibir a exibição do curta.
O filme seria projetado no Festival de Cannes de 1977, onde recebeu o Prêmio Especial do Júri para Melhor Curta-metragem, mas em 1979, Elizabeth conseguiu na Justiça que o filme tivesse proibida a sua exibição em território brasileiro.
Em 2004, familiares de Glauber disponibilizaram a obra na internet com o subtítulo "Ninguém assistiu ao formidável enterro de sua quimera, somente a ingratidão essa pantera,foi sua companhia inseparável".